# Rovéna
A Rovéna ismeretlen eredetű angol női név, valószínű jelentése: hírnév + barát.

## Gyakorisága
Az 1990-es években szórványos név, a 2000-es években nem szerepel a 100 leggyakoribb női név között.

## Névnapok
- július 30.[2]